# Horno de tubo

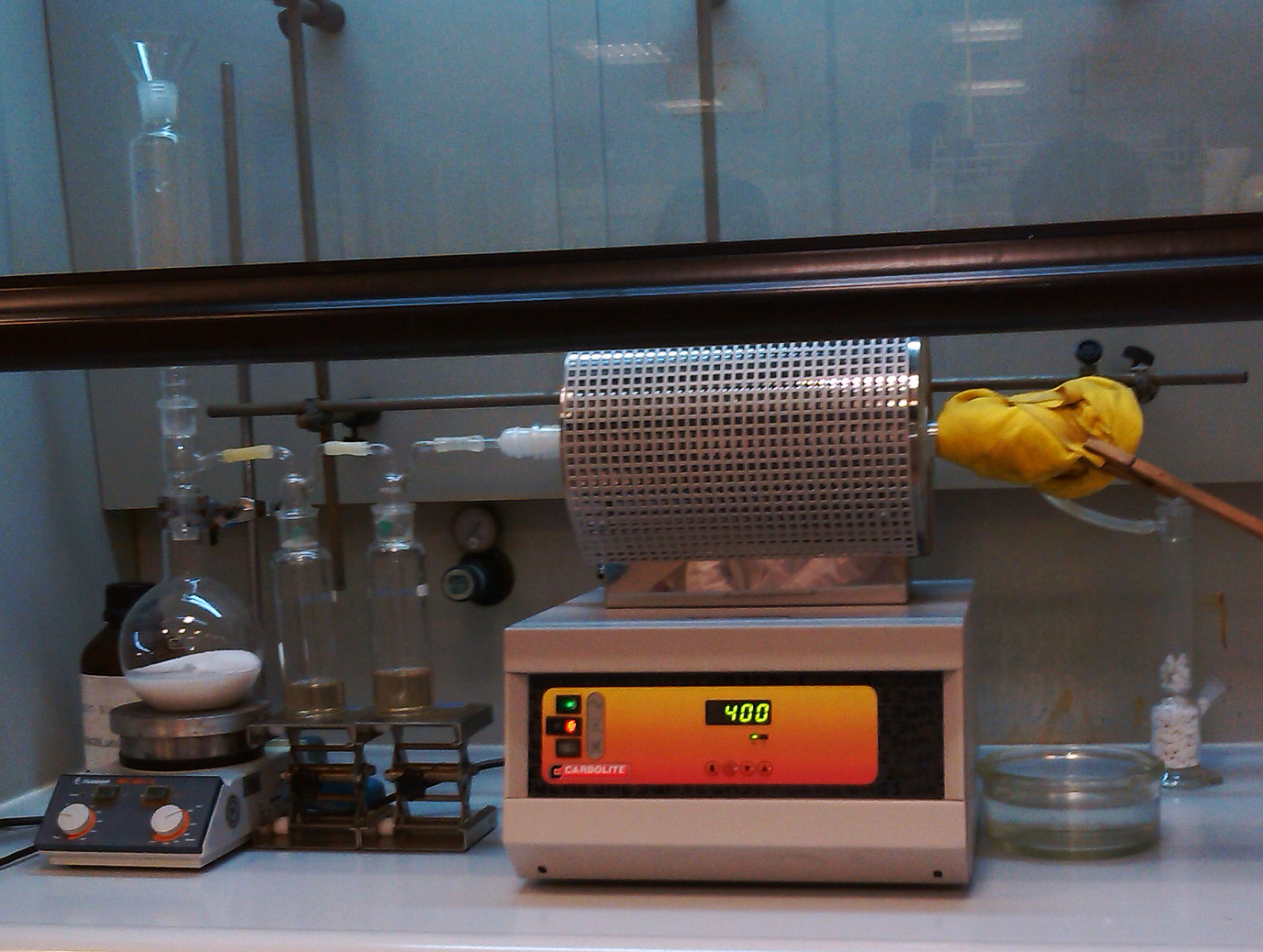
Horno tubular siendo utilizado durante la síntesis del cloruro de aluminio.

Un horno de tubo u horno tubular es un dispositivo de calentamiento eléctrico utilizado para llevar a cabo síntesis y purificaciones de compuestos inorgánicos, y ocasionalmente la síntesis orgánicas. Un posible diseño consta de una cavidad cilíndrica rodeada de serpentines de calefacción incrustados en una matriz térmicamente aislante. La temperatura puede ser controlada a través de la retroalimentación de un termopar. 
Los hornos tubulares más elaborados tienen dos (o más) zonas de calentamiento útiles para experimentos de transporte. Algunos controladores digitales de temperatura proporcionan una interfaz permitiendo al operador programar segmentos para usos como aumento gradual, remojo o sinterización, entre otros. 
Algunos materiales avanzados en elementos de calefacción, tales como disiliciuro de molibdeno ofrecido en determinados modelos por Vecstar en Derbyshire, Reino Unido, pueden producir temperaturas de trabajo de hasta 1800 °C. Esto facilita aplicaciones más sofisticadas. Algunos materiales comumnes para fabricación de  tubos de reacción son alúmina, Pyrex y cuarzo fundido.
El horno de tubo se inventó en la primera década del siglo XX y se utilizaba originalmente para la fabricación de filamentos para lámparas de cerámica de Nernst y glowers.

## Aplicaciones
Un ejemplo de material preparado usando un horno de tubo es el superconductor YBCO. El producto de una mezcla de polvo fino CuO, BaO, y Y2O3, en la relación molar apropiada, contenida en un platino o alúmina "bote", se calienta en un horno tubular a varios cientos de grados bajo un flujo de oxígeno. Del mismo modo, el disulfuro de tántalo se prepara en un horno de tubo, seguido de purificación, también en un horno de tubo mediante la técnica de transporte de vapor químico. Debido a la disponibilidad de los hornos de tubo, el transporte de vapor químico se ha convertido en una técnica popular no sólo en la industria (ver el proceso van Arkel), sino también en el laboratorio de investigación.
Los hornos de tubo también pueden ser utilizados para reacciones de termólisis usando reactivos orgánicos o inorgánicos. Un ejemplo de ello es la preparación de cetonas que pueden emplear un horno de tubo en la lámpara de cetena.